# Frøbregner
Frøbregner er en bred gruppe af uddøde planter der dannede frø og af opbygning og udseende mindede om bregner. Betegnelsen bruges om 2 forskellige samtidige grupper af planter
- Pteridospermatophyta betegnes korrekt frøbregner. Omfattede f.eks. slægten glossopteris. De var meget primitive frøplanter, muligvis en mellemform til bregnerne. Gruppen er meget forskelligartede og repræsenterer måske flere forskellige grupper primitive frøplanter.
- Primitive nøgenfrøede som f.eks. Elkinsia kaldes også nogen gange for frøbregner fordi de minder om disse.

Kendt fra fossiler fra Devon til kridttiden.